# 662년

## 연호
- 당(唐) 용삭(龍朔) 2년

## 기년
- 당(唐) 고종(高宗) 13년
- 신라(新羅) 문무왕(文武王) 2년
- 고구려(高句麗) 보장왕(寶臧王) 21년
- 백제(百濟)  부여풍(扶餘豊) 3년

## 사건
- 고구려 대막리지 연개소문이 사수(보통강)에서 옥저도 행군총관 방효태가 이끄는 당나라 군대를 궤멸시키다.
- 탐라국주 도동음률이 신라에 항복하다.

## 사망
- 당나라(唐羅羅)의 무신(武臣) 방효태(龐孝泰)